# Division d'Honneur 1925-1926
La Division d'Honneur 1925-1926 è stata la 26ª edizione della massima serie del campionato belga di calcio disputata tra il 13 settembre 1925 e il 13 giugno 1926 e conclusa con la vittoria del Beerschot AC, al suo quarto titolo.
Capocannoniere del torneo fu Laurent Grimmonprez (RC de Gand), con 28 reti.

## Formula
Come nella stagione precedente le squadre partecipanti furono 14 e disputarono un turno di andata e ritorno per un totale di 26 partite.
Le ultime tre classificate retrocedettero in Promotion.

## Squadre
| Squadra                  | Città         | Stadio | Stagione 1924-1925  |
| ------------------------ | ------------- | ------ | ------------------- |
| Standard Club Liégeois   | Liegi         |        | 8º                  |
| Berchem Sport            | Anversa       |        | 7º                  |
| SC Anderlechtois         | Anderlecht    |        | 9º                  |
| RC Malines               | Malines       |        | Promotion           |
| RFC Brugeois             | Bruges        |        | 11º                 |
| Beerschot AC             | Anversa       |        | Campione del Belgio |
| CS Brugeois              | Bruges        |        | 4º                  |
| Antwerp                  | Anversa       |        | 2º                  |
| Union Saint-Gilloise     | Saint-Gilles  |        | 3º                  |
| Daring Club de Bruxelles | Bruxelles     |        | 6º                  |
| ARA La Gantoise          | Gand          |        | 10º                 |
| CS Verviétois            | Verviers      |        | Promotion           |
| RC de Gand               | Gand          |        | 5º                  |
| Tilleur FC               | Saint-Nicolas |        | Promotion           |

## Classifica finale
|                   | Pos. | Squadra                     | Pt | G  | V  | N | P  | GF | GS  | DR  |
| ----------------- | ---- | --------------------------- | -- | -- | -- | - | -- | -- | --- | --- |
| Belgio (bandiera) | 1.   | Beerschot AC                | 40 | 26 | 18 | 4 | 4  | 80 | 29  | 51  |
|                   | 2.   | R. Standard Club Liège      | 33 | 26 | 14 | 5 | 7  | 77 | 48  | 29  |
|                   | 3.   | Daring Club de Bruxelles SR | 32 | 26 | 15 | 2 | 9  | 59 | 33  | 26  |
|                   | 4.   | Union Royale Saint-Gilloise | 32 | 26 | 15 | 2 | 9  | 56 | 33  | 23  |
|                   | 5.   | CS Brugeois                 | 31 | 26 | 14 | 3 | 9  | 59 | 28  | 31  |
|                   | 6.   | Berchem Sport               | 30 | 26 | 11 | 8 | 7  | 68 | 45  | 23  |
|                   | 7.   | R. Antwerp FC               | 28 | 26 | 11 | 6 | 9  | 49 | 41  | 8   |
|                   | 8.   | RC Malines                  | 27 | 26 | 12 | 3 | 11 | 65 | 73  | −8  |
|                   | 9.   | ARA La Gantoise             | 26 | 26 | 10 | 6 | 10 | 52 | 56  | −4  |
|                   | 10.  | RFC Brugeois                | 25 | 26 | 11 | 3 | 12 | 49 | 52  | −3  |
|                   | 11.  | RC de Gand                  | 23 | 26 | 9  | 5 | 12 | 62 | 71  | −9  |
|                   | 12.  | SC Anderlechtois            | 19 | 26 | 8  | 3 | 15 | 39 | 64  | −25 |
|                   | 13.  | CS Verviétois               | 10 | 26 | 4  | 2 | 20 | 34 | 102 | −68 |
|                   | 14.  | Tilleur FC                  | 8  | 26 | 3  | 2 | 21 | 29 | 101 | −72 |

Legenda:

      Campione del Belgio
      Retrocesso in Promotion
Note:

Due punti a vittoria, uno a pareggio, zero a sconfitta.

### Verdetti
- Beerschot AC campione del Belgio 1925-26.
- SC Anderlechtois, CS Verviétois e Tilleur FC retrocesse in Promotion.